# Agrostis thompsoniae
Agrostis thompsoniae är en gräsart som beskrevs av Surrey Wilfrid Laurance Jacobs. Agrostis thompsoniae ingår i släktet ven, och familjen gräs. Inga underarter finns listade i Catalogue of Life.